# Harpalus nitescens
Harpalus nitescens är en skalbaggsart som beskrevs av Thomas Casey. Harpalus nitescens ingår i släktet Harpalus och familjen jordlöpare. Inga underarter finns listade i Catalogue of Life.